# Pharaphodius resplendens
Pharaphodius resplendens är en skalbaggsart som beskrevs av Vladimir Balthasar 1941. Pharaphodius resplendens ingår i släktet Pharaphodius och familjen Aphodiidae. Inga underarter finns listade i Catalogue of Life.